# José Eduardo Agualusa
José Eduardo Agualusa (n. 1960) este un scriitor angolez. S-a născut în Angola într-o regiune populată de coloniștii portughezi. Operele sale sunt scrise în limba portugheză. În română au fost publicate două romane: „Vânzătorul de trecuturi” (Editura Leda, 2009, trad. Anca Milu-Vaidesegan) și „Teoria generală a uitării” (Editura Polirom, 2018, trad. Simina Popa).